# コーヒー嗅ぎ

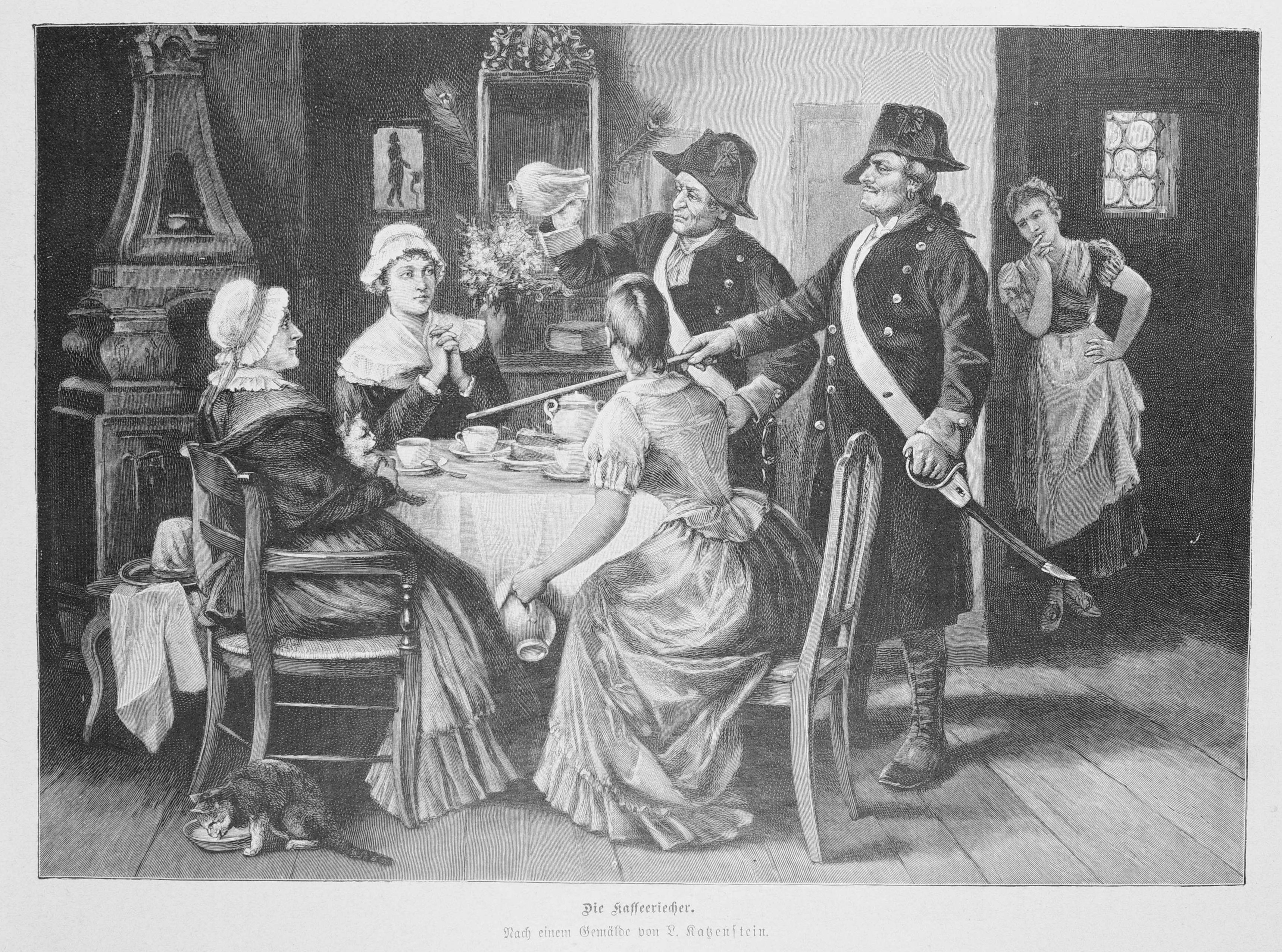
『コーヒー嗅ぎ』、1892年出版。中央にいる女性がコーヒーポットを机の下に隠している。

コーヒー嗅ぎ（コーヒーかぎ、ドイツ語: KaffeeriecherまたはKaffeeschnüffler）は、密輸コーヒーが焙煎、消費されるところを匂いで見つけ出す仕事。プロイセン王フリードリヒ2世は富の流出を防ぐため、および国内で生産されるビールやチコリーといったコーヒーの代替品の消費を促進するため、コーヒーに対し税率の高い奢侈税を徴収しており、その実施の一環として1781年から1787年まで傷病兵約400名がコーヒー嗅ぎに雇用された。コーヒー嗅ぎは住民に嫌われたが、賃金が高く、密輸者を捕まえると罰金から奨励金が支払われた。
プロイセン以外ではヘッセン＝カッセル方伯領の方伯フリードリヒ2世が1766年にコーヒーを禁止した後、1774年に規制を強化して、その施行のためにコーヒー嗅ぎを雇用した。

## プロイセン
プロイセン王フリードリヒ・ヴィルヘルム1世（在位：1713年 – 1740年）はコーヒー、茶、スパークリングワイン、フルーツアイスクリームを贅沢品に指定した。これによりコーヒーを出すことが特別とみなされたため、かえってコーヒーが流行する結果をもたらし、18世紀半ばにはプロイセン人のほとんどが日常的にコーヒーを飲んだ。
七年戦争（1756年 – 1763年）によりプロイセンの国庫がほとんど空になると、国王フリードリヒ2世（在位：1740年 – 1786年）はコーヒーの奢侈税を価格の150%に上げた。その結果、コーヒーの価格が大幅に上昇し、紡ぎ女が1日働いてようやく1杯飲める程度になった。フリードリヒ2世は徴税の理由について、 コーヒーより体にいいビールを飲むべきだと主張したほか、ビールの消費が国内の醸造所を支えることになり、一方でコーヒーの消費により富がプロイセンから離れると説明した。フリードリヒ2世は最初コーヒーを禁止して、国民に国内で生産されるチコリーに移行させようとしたが、このような禁令が無益であると判断し、1781年にコーヒー焙煎の専売制を実施した。すなわち、フリードリヒ2世は勅令を出し、国有の焙煎工場でのみコーヒー焙煎が許可されるとした。ただし、禁令には例外があり、貴族、指揮官を務める兵士、聖職者、実業家などに適用されなかった。
庶民の一部は小麦、とうもろこし、チコリー、ドライイチジクから作られたコーヒーの代替品に移行したが、多くはコーヒー豆密輸を選んだ。これは焙煎前のコーヒー豆を密輸しても露見することがほとんどないためである。中には普段の仕事を辞めて密輸に専念する労働者までおり、フリードリヒ2世はコーヒーの焙煎、消費を捜査するために、七年戦争の傷病兵400名をコーヒー嗅ぎとして雇用することにした。違法コーヒーを所有していることが露見した国民には多額の罰金が課された。コーヒー嗅ぎは軍服を着て、所持品検査や家宅捜索を行なった。コーヒー嗅ぎは国民から嫌われたが、給料が高いうえ、密輸者を捕まえるとさらに奨励金が与えられた（罰金の4分の1がコーヒー嗅ぎに支払われた）。コーヒー嗅ぎへの怒りは19世紀初まで続いたという。
フリードリヒ2世の死後、専売制が1787年に廃止され、コーヒー嗅ぎも解雇された。

## ヘッセン＝カッセル
コーヒー嗅ぎはプロイセンの職業として知られることがほとんどであるが、同時代の文献によれば、ヘッセン＝カッセル方伯フリードリヒ2世は1766年にヘッセン＝カッセル方伯領内でコーヒーを禁止した。住民が禁令を無視してコーヒーを飲んだため、フリードリヒ2世は1774年に規制を強化し、官僚を各地に派遣して、コーヒーが焙煎され、出されるところをおさえるべく家宅捜索をした。